# Ценин, Сергей Александрович
Сергей Александрович Це́нин (1903—1978) — советский оперный певец (тенор) и либреттист. Заслуженный артист РСФСР (1947). Лауреат Сталинской премии второй степени (1952).

## Биография
Родился 21 января (3 февраля) 1903 года в деревне Большие Поляны (ныне Старожиловский район Рязанской области). Учился в рязанской частной гимназии Н. Н. Зелятрова, изо-мастерской для рабочих и учащейся молодёжи при клубе союза строительных рабочих Н. С. Трошина и Рязанском институте народного образования, — во всех трёх вместе с поэтом Борисом Кисиным (четырьмя годами старше), вместе с которым организовал в доходном доме своего дяди А. В. Селиванова поэтический кружок. Среди собиравшихся в нём поэтов были Дмитрий Майзельс и Вениамин Кисин. Писал стихи под псевдонимом «Сергей Оленин». Работал в МАМТ имени К. С. Станиславского и Вл. И. Немировича-Данченко. Написал либретто к нескольким операм. Жена — Т. Ф. Янко, солистка того же театра.
С. Я. Маршак посвятил их семье такие строчки:
«Ваш привет мне очень ценен,
Как больному молоко,
Дорогой товарищ Ценин
И прекрасная Янко…»
В 1929 году окончил Московский музыкальный техникум им. Гнесиных (класс Г. П. Гандольфи). Кроме того, являлся учеником В. И.
Немировича-Данченко и П. А. Маркова.
Был принят в труппу Музыкального театра им. Немировича-Данченко; продолжал работать после объединения этого театра с Оперным театром им. Станиславского и преобразования его в 1941 году в Музыкальный театр им. К. С. Станиславского и Вл. И. Немировича-Данченко. В 1961—1975 годах — заведующий литературно-художественной частью театра. С. А. Ценин умер 22 февраля 1978 года. Похоронен в Москве на Кунцевском кладбище.
Театральная энциклопедия: «Голос Ц.- характерный тенор, приближающийся к тенору-альтино».
Музыкальная энциклопедия отмечает, что певцу были подвластны разнохарактерные партии.

## Награды и премии
- Сталинская премия второй степени (1952) — как автору либретто оперы «Семья Тараса» Д. Б. Кабалевского
- заслуженный артист РСФСР (1947)

## Оперные партии
- «Кащей Бессмертный» Н. А. Римского-Корсакова — Кащей
- «Прекрасная Елена» Ж. Оффенбаха — Менелай
- «Сказки Гофмана» Ж. Оффенбаха — Спаланцани
- «Перикола» Ж. Оффенбаха — Пантельяс
- «Катерина Измайлова» Д. Д. Шостаковича, постановка Вл. И. Немировича-Данченко при участии П. С. Златогорова, 1934 — Зиновий Борисович
- «Нищий студент» К. Миллёкера, постановка П. С. Златогорова и П. Маркова, 1945 — Олендорф
- «Любовь Яровая» В. Р. Энке, постановка П. С. Златогорова, 1947 — Пикалов
- «Сорочинская ярмарка» М. П. Мусоргского — Попович
- «Семья Тараса» Д. Б. Кабалевского — Назар
- «Война и мир» С. С. Прокофьева, постановка П. С. Златогорова, 1958 — Платон Каратаев
- «Обручение в монастыре» С. С. Прокофьева) — дон Хером
- «Хари Янош» З. Кодаи — Император
- «Принцесса цирка» Кальмана) — Пинелли
- «Корневильские колокола» Р. Планкета — Пифке

Автор 26 либретто опер и балетов, в том числе
- «Франческа да Римини» Б. В. Асафьева,
- «Лейли и Меджнун» совместно с К. Я. Голейзовским композитора С. А. Баласаняна
- «Безродный зять» («Фрол Скобеев») Т. Н. Хренникова по пьесе Д. В. Аверкиева
- «Семья Тараса» (по повести «Непокорённые» Б. Л. Горбатова)
- «Никита Вершинин» Д. Б. Кабалевского
- «Улица дель Корно» К. В. Молчанова
- «Ценою жизни» А. Н. Николаева, «Виринея» С. М. Слонимского, «Пиквикский клуб» и «Два капитана» Г. М. Шантыря, «Три жизни» О. В. Тактакишвили и др. Написал русский текст к оперетте «Находчивый флейтист» Ж. Оффенбаха, либретто к оперетте К. С. Хачатуряна «Простая девушка» по одноимённой пьесе В. В. Шкваркина.

Автор статей в прессе:
- Ценин С. А. С. А. Самосуд, «МЖ», 1964, No 10 (совместно с Н. Кемарской, Т. Янко);
- Ценин С. А. Маэстро Этторе Гандольфи, в сб.: Воспоминания о Московской консерватории, М., 1966;
- Ценин С. А. Т. Н. Хренников в работе над оперой, в сб.: Тихон Хренников, М., 1974;
- Ценин С. А. Балет Музыкального театра, в кн.: Балет Музыкального театра имени К. С.
- Ценин С. А. Станиславского и Вл. И. Немировича-Данченко, М., 1975;
- Ценин С. А. Мария Гольдина, «МЖ», 1976, No 16.